# Dōbutsu Sentai Zyuohger
Dōbutsu Sentai Zyuohger (jap. 動物戦隊ジュウオウジャー Dōbutsu Sentai Jūōjā; wymawiane dżuołdżer) – japoński serial z gatunku tokusatsu z roku 2016. Jest jubileuszowym, czterdziestym serialem z sagi Super Sentai stworzonym przez Toei Company. Emitowany jest na kanale TV Asahi od 14 lutego 2016 roku do 5 lutego 2017 roku.

## Fabuła
Ziemia zostaje zaatakowana przez armię kosmitów Deathgalien, która gra w grę polegającą na niszczeniu planet. Tymczasem młody zoolog Yamato Kazakiri za pomocą dziwnego sześciennego przedmiotu otrzymanego w dzieciństwie od tajemniczej osoby trafia do dziwnej krainy Zwierzolandii, w którym żyją humanoidalne zwierzęta zwane Zwierzoludami. Yamato zaprzyjaźnia się z Leo, Selą, Tuskiem i Amu - czwórką Zwierzoludów strzegących czterech Sześcianów Władców, które umożliwiają im transport poza Zwierzolandię. Gdy Deathgalieni atakują Zwierzolandię, Zwierzoludzie i Yamato trafiają na Ziemię i nie mogą wrócić do swojej krainy, gdyż do tego jest potrzebne sześć Sześcianów. Te, które posiadali aktywują się i zmieniają ich w Zyuohgersów, których celem jest teraz powstrzymanie inwazji i ocalenie planety.

## Bohaterowie
- Yamato Kazakiri (jap. 風切大和 Kazakiri Yamato) / Zyuoh Orzeł (jap. ジュウオウイーグル Jūō Īguru; Zyuoh Eagle) – czerwony wojownik.

- Sera (jap. セラ) / Zyuoh Rekin (jap. ジュウオウシャーク Jūō Shāku; Zyuoh Shark) – niebieska wojowniczka.

- Leo (jap. レオ Reo) / Zyuoh Lew (jap. ジュウオウライオン Jūō Raion; Zyuoh Lion) – żółty wojownik.

- Tusk (jap. タスク Tasuku) / Zyuoh Słoń (jap. ジュウオウエレファント Jūō Erefanto; Zyuoh Elephant) – zielony wojownik.

- Amu (jap. アム) / Zyuoh Tygrys (jap. ジュウオウタイガー Jūō Taigā; Zyuoh Tiger) – biała wojowniczka.

- Misao Mondō (jap. 門藤操 Mondō Misao) / Zyuoh Świat (jap. ジュウオウザワールド Jūō Zawārudo; Zyuoh TheWorld) – czarny wojownik.

### Pomocnicy
- Mario Mori (jap. 森真理夫 Mori Mario)

## Broń
- Zyouh Changer (jap. ジュウオウチェンジャー Jūō Chenjā)
- Zyuoh Blaster (jap. ジュウオウブラスター Jūō Burasutā)

### Mecha
- Zyuoh Król (jap. ジュウオウキング Jūō Kingu; Zyuoh King)
- Zyuoh Dziki (jap. ジュウオワイルド Jūō Wairudo; Zyuoh Wild)

## Daethgalieni
Armia Deathgalienów przybywa na Ziemię, aby wypełnić swoją „Krwawą grę”, czyli plan zniszczenia wszystkich planet we wszechświecie. Do tej pory zniszczyli 99 planet, Ziemia jest ich 100 celem na liście.
- Zynis (ジニス Jinisu) – przywódca Deathgalienów
- Azald (アザルド Azarudo) – jeden z generałów armii Deathgallienów. Uwielbia sprawiać ból fizyczny swoim ofiarom.
- Cuval (クバル Kubaru) – generał Deathgalienów, jego specjalnością jest znęcacnie się psychiczne nad swoimi ofiarami.
- Nalia (ナリア) – generał Deathgalienów. Potrafi zmieniać poległych wojowników Deathgalienów w ogromne monstra, poprzez ofiarowanie im medalu extra życia.

## Obsada
- Yamato Kazakiri: Masaki Nakao
- Sera: Miki Yanagi
- Leo: Shōhei Nanba
- Tusk: Tsurugi Watanabe
- Amu: Haruka Tateishi
- Mario Mori: Susumu Terajima
- Misao Mondō: Naoki Kunishima
- Ptakoczłowiek: Kōhei Murakami (głos)
- Jinis: Kazuhiko Inoue (głos)
- Azald: Jōji Nakata (głos)
- Kubal: Mitsuo Iwata (głos)
- Naria: Minako Kotobuki (głos)